# Kinantropologia
Kinantropologia (gr. kinein – poruszać się, anthropos – człowiek i logos – uczyć się) – nauka zajmująca się złożonymi efektami zamierzonej i spontanicznej aktywności fizycznej na rozwój osobowości człowieka w kontekście biopsychospołecznym oraz w warunkach wychowania fizycznego i sportu, fizjoterapii, zdrowia fizycznego, w tym efektywnego zarządzania.
Nazwę kinantropologia zaproponował w 1989 roku Roland Renson.